# 1955 en Italie
Chronologie de l'Italie
- 1951
- 1952
- 1953
- 1954
- 1955
- 1956
- 1957
- 1958
- 1959

## Événements
- 1er janvier : le ministre du Budget, Ezio Vanoni, démocrate-chrétien de gauche, présente au Parlement son plan de développement économique pour la décennie 1955-1964, prévoyant un développement harmonieux du pays par une série de mesures[1]. La droite de la DC et la Confindustria s’arrangent pour neutraliser complètement ses propositions[2].

- 11 janvier la société Autobianchi est constituée[3].
- 9 février : la première ligne du métro de Rome est inaugurée[4].
- 13 février : un avion de la Sabena reliant Bruxelles à Léopoldville, s'écrase sur le Mont Terminillo centre de l'Italie faisant 29 victimes[5].

- 9 mars : des militants néofascistes attaquent la librairie Rinascita à Rome. Les groupes parlementaires PCI et PSI réclament la dissolution du Mouvement social italien[6].

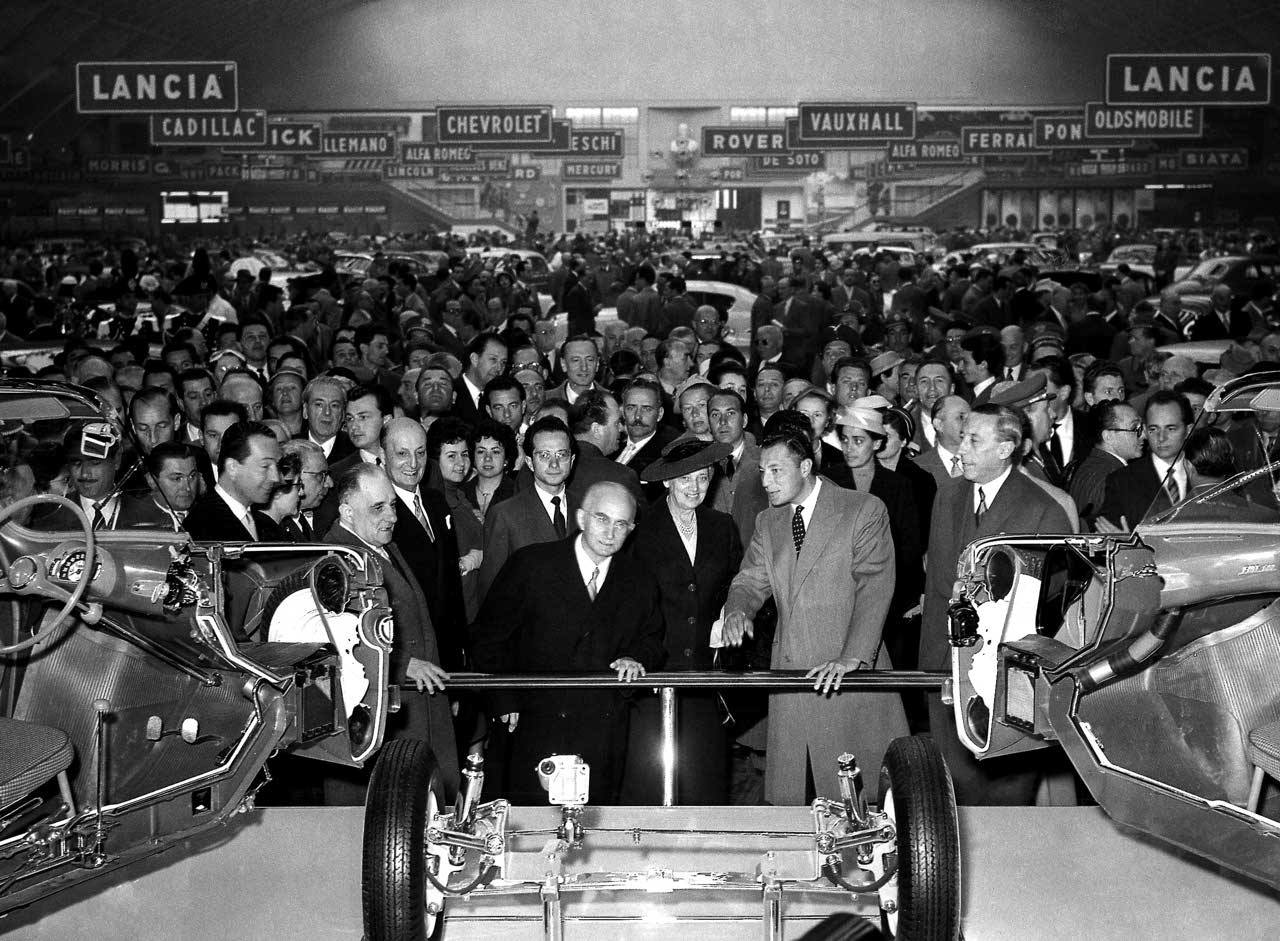
Gianni Agnelli de Fiat présente au président Luigi Einaudi la nouvelle Fiat 600 au 37e salon de Turin qui a eu lieu du 20 avril au.

- 10 mars : la Fiat 600 est présentée au Salon international de l'automobile de Genève[7].
- 22 mars : un coup de grisou fait vingt-trois morts dans la mine de lignite de Morgnano, près de Spolète[8].
- 22 mars : massacre de Colombaia di Secchia, hameau de Carpineti, dans la Province de Reggio d'Émilie. L'ancien partisan communiste Guerrino Costi tire sur les démocrates-chrétiens qui célèbrent dans une taverne leur victoire aux élections des associations agricoles ; le bilan est de deux morts et deux blessés[9].
- 31 mars - 3 avril : XXXIe congrès du Parti socialiste italien à Turin. Le courant qui souhaite la plus grande autonomie par rapport au PCI est majoritaire. Pietro Nenni propose de participer à une expérience gouvernementale d’ouverture à gauche avec la Démocratie chrétienne[10],[11].

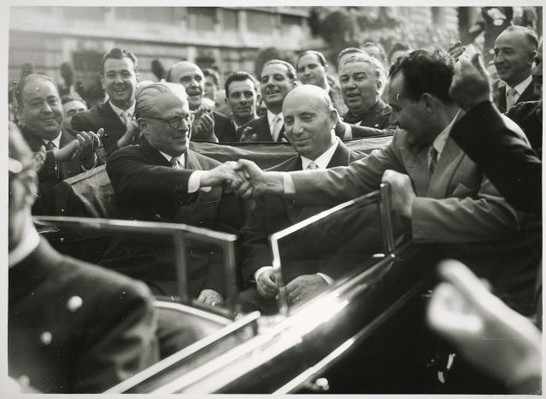
Le nouveau président de la République Giovanni Gronchi et le président du Conseil Mario Scelba, le 11 mai 1955, jour de la prestation de serment.

- 29 avril : élection de Giovanni Gronchi (DC de gauche) à la présidence de la République italienne avec l’appui des partis de gauche[12].
- 25 mai-19 juin : exposition internationale sur le sport à Turin[13].
- 1er - 3 juin : la conférence de Messine relance la construction européenne et ouvre la voie à la CEE[14].

- 5-6 juin : élections régionales en Sicile. Le 20 juillet, lors de l’ouverture de l'assemblée régionale à Palerme, Giuseppe Alessi est élu président du conseil régional, après que le candidat officiel des démocrates-chrétiens, le président sortant Franco Restivo, ait été contraint de se retirer parce qu'il a été dépassé en nombre de voix par Silvio Milazzo[15].

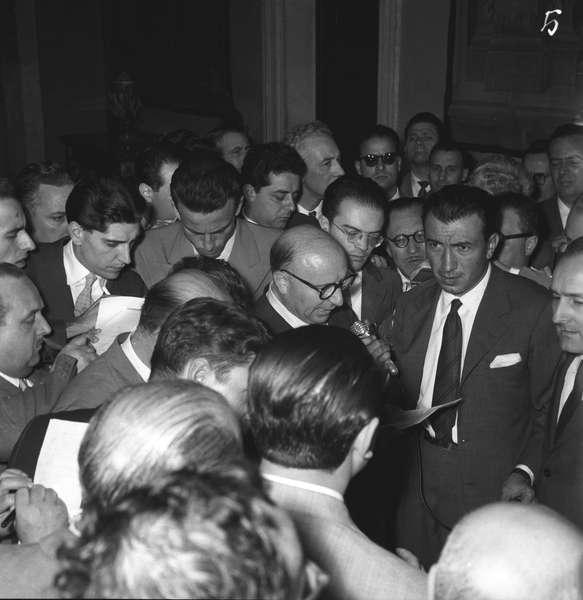
Démission du gouvernement Scelba.

- 22 juin : démission du président du Conseil italien Mario Scelba à la suite de dissensions entre les partis de sa coalition[16].
- 6 juillet : Antonio Segni forme un gouvernement de coalition avec la participation des sociaux-démocrates et des libéraux[16].

- 4 septembre : inauguration du Christ des sommets, statue en bronze de Jésus-Christ sur le sommet du Balmenhorn à 4 167 mètres mètres, en Vallée d'Aoste[17].
- 9-11 décembre : congrès du Parti libéral italien à Rome ; création du Parti radical, à la suite d'une scission à gauche[18].
- 14 décembre : l'Italie entre à l’ONU[19].
- 15 décembre : la Cour constitutionnelle italienne se réunit pour la première fois ; le 23 janvier 1956 Enrico De Nicola est élu président[20].
- 20 décembre : l'Italie et l'Allemagne signent un accord bilatéral prévoyant l'envoi de main-d’œuvre italiene en Allemagne[21].

- Le PNB a augmenté en Italie en moyenne de 5,6 % par an depuis 1950 (10 % dans l’industrie).
- Neuf millions d’Italiens effectuent une migration intérieure entre 1955 et 1971[22].

## Culture

### Cinéma
- Box-office Italie 1955-1956
- 10e cérémonie des Rubans d'argent

#### Films italiens sortis en 1955
- 12 mars : Il segno di Venere (Le Signe de Vénus), film réalisé par Dino Risi
- 22 décembre : Pane, amore e... (Pain, amour, ainsi soit-il), film de Dino Risi

#### Autres films sortis en Italie en 1955
- 21 décembre : La torre di Nesle (La Tour de Nesle), film français d'Abel Gance

#### Mostra de Venise
- Lion d'or : La Parole de Carl Theodor Dreyer
- Coupe Volpi pour la meilleure interprétation masculine : Kenneth More pour L'Autre Homme d'Anatole Litvak et Curd Jürgens pour Les héros sont fatigués de Yves Ciampi
- Coupe Volpi pour la meilleure interprétation féminine : pas de récompense cette année

### Littérature

#### Livres parus en 1955
- Pier Paolo Pasolini  : Les Ragazzi
- Vasco Pratolini : Metello

#### Prix et récompenses
- Prix Strega : Giovanni Comisso, Un gatto attraversa la strada (Mondadori)
- Prix Bagutta : Alfonso Gatto, La forza degli occhi, Mondadori)
- Prix Napoli : Marino Moretti, Il libro dei sorprendenti vent’anni (Mondadori)
- Prix Viareggio : Vasco Pratolini, Metello

### Musique
- 16-18 juin : troisième festival de la chanson napolitaine à Naples du

## Naissances en 1955
- 12 février : Renato Balduzzi, juriste et homme politique.
- 20 février : Ennio Fantastichini, acteur. († 1er décembre 2018)
- 9 mars : Ornella Muti, actrice.
- 12 avril : Gian Luca Zattini, médecin et homme politique, maire de Forlì.
- 4 décembre : Maurizio Bianchi, musicien.

## Décès en 1955
- 12 mars : Pierino Albini, 69 ans coureur cycliste. (° 16 décembre 1885)
- 6 mai : Giovanni Gerbi, 69 ans, coureur cycliste, surnommé le  « Diable rouge », vainqueur de la première édition du Tour de Lombardie en 1905. (° 20 mai 1885)
- 26 mai : Alberto Ascari, 36 ans, pilote automobile, champion du monde de Formule 1 en 1952 et 1953. (° 13 juillet 1918)
- 17 décembre : Giovanni Battista Cossetti, 92 ans, compositeur et organiste. (° 21 novembre 1863)